# Slanzy
Slanzy (russisch Сла́нцы) ist eine Stadt in der nordwestrussischen Oblast Leningrad. Sie hat 33.514 Einwohner (Stand 1. Januar 2024).

## Geografie
Die Stadt liegt in der Narvaniederung etwa 160 km südwestlich der Oblasthauptstadt Sankt Petersburg nahe der Grenze zu Estland, am rechten Ufer der Pljussa, eines rechten Nebenflusses der Narva.
Slanzy bildet eine gleichnamige Stadtgemeinde (gorodskoje posselenije) ist Verwaltungszentrum des gleichnamigen Rajons.

## Geschichte
In den Jahren 1926 bis 1927 wurden im Gebiet zwischen den Flüssen Pljussa und Luga Vorkommen von Ölschiefern entdeckt. Am 9. April 1930 wurde mit der Errichtung des ersten Versuchsbergwerks begonnen. Dieser Tag gilt heute als offizielles Gründungsdatum des Ortes, obwohl die Errichtung mehrerer Bergarbeitersiedlungen im Gebiet der bereits früher existierenden Dörfer Nikolschtschina und Rudnja erst 1932 begann. Diese wurden am 20. Dezember 1934 zur Siedlung städtischen Typs Slanzy (russischer Plural von Schiefer) zusammengeschlossen.
Im Zweiten Weltkrieg war der Ort von Juli 1941 bis Februar 1944 von der deutschen Wehrmacht besetzt. Die Schieferförderung kam vorerst zum Erliegen, ein Großteil der errichteten Produktionsanlagen wurde zerstört. In der Stadt bestand das Kriegsgefangenenlager 322 für deutsche Kriegsgefangene des Zweiten Weltkriegs.
1949 wurde das Stadtrecht verliehen.

### Bevölkerungsentwicklung
| Jahr | Einwohner |
| ---- | --------- |
| 1939 | 7.608     |
| 1959 | 35.303    |
| 1970 | 41.146    |
| 1979 | 42.303    |
| 1989 | 43.087    |
| 2002 | 37.371    |
| 2010 | 33.485    |

Anmerkung: Volkszählungsdaten

## Kultur und Sehenswürdigkeiten
Die Stadt besitzt ein Historisches und Heimatmuseum.
Im Dorf Sischno des Rajons ist die Erzengel-Michael-Kirche (церковь Михаила Архангела/zerkow Michaila Archangela) aus dem 16. bis 18. Jahrhundert erhalten.

## Wirtschaft und Infrastruktur

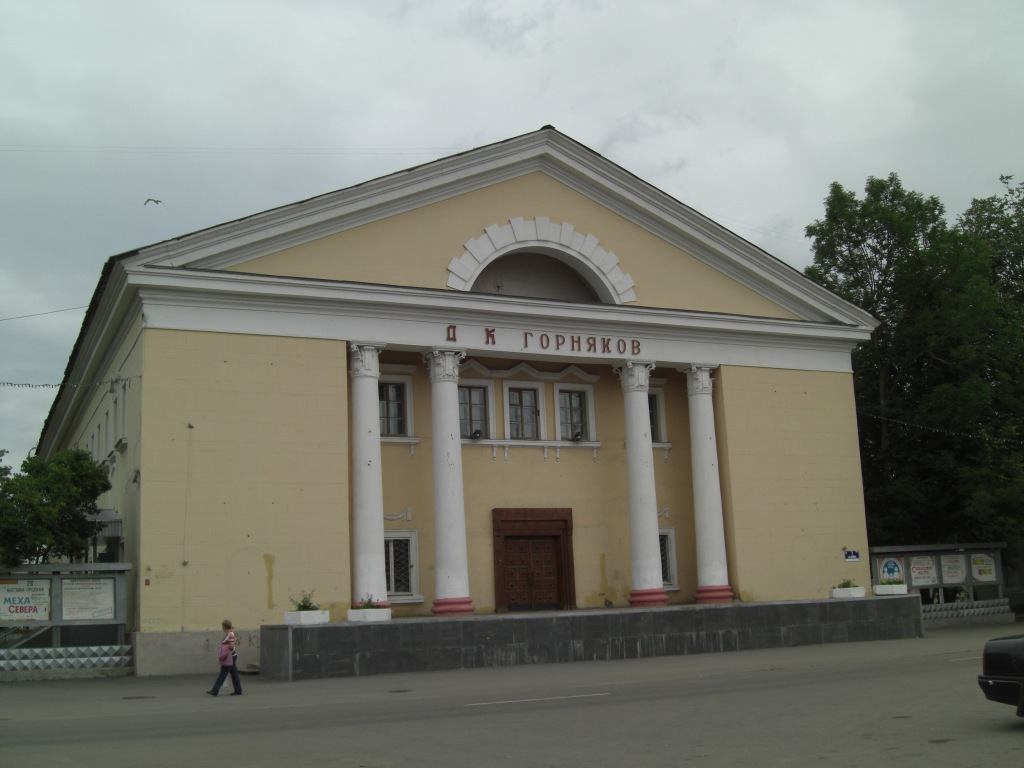
„Kulturhaus der Bergarbeiter“ in Slanzy

Obwohl sich bereits zu sowjetischer Zeit der Schwerpunkt der Ölschieferförderung nach Estland verlagert hat, ist sie bis heute Hauptwirtschaftszweig der Stadt. Auf deren Grundlage arbeiten mehrere chemische Fabriken (Raffinerie Slanzy, Gummifabrik Polimer). Daneben gibt es das Zement- und Düngerwerk Zesla und Unternehmen der Holz- und Baustoffwirtschaft sowie der Textil- und Lebensmittelindustrie.
Die Stadt liegt an einer 1940 durchgängig fertiggestellten Eisenbahnstrecke, welche in Weimarn von der Strecke Sankt Petersburg–Tallinn abzweigt und nach Gdow führt.
Durch Slanzy führt die Regionalstraße R60 Pskow–Gdow–Kingissepp (Anschluss an die Fernstraße A180).

## Söhne und Töchter des Ortes
- Alexei Dmitrik (* 1984), Hochspringer
- Alina Kowaljowa (* 1993), Curlerin
- Larissa Peleschenko (* 1964), Kugelstoßerin